# Peter Daszak
Peter Daszak é um zoólogo britânico, consultor e especialista público em ecologia de doenças, em particular em zoonoses. É presidente da EcoHealth Alliance, uma organização não governamental sem fins lucrativos que apoia vários programas de saúde global e prevenção de pandemias. Ele também é membro do Centro de Infecção e Imunidade da Escola de Saúde Pública Maillman da Universidade Columbia. Daszak é conhecido por seu envolvimento com investigações sobre o surto que causou a pandemia de COVID-19. Ele foi membro da equipe da OMS enviada para investigar as origens do vírus na China e colaborou com virologistas proeminentes e ecologistas de doenças infecciosas em todo o mundo.

## Educação
Daszak ganhou um bacharelado em Zoologia em 1987, na Bangor University, e um Ph.D. em doenças infecciosas parasitárias em 1994 na University of East London.

## Carreira
Daszak trabalhou na Escola de Ciências da Vida da Kingston University, em Surrey, Inglaterra na década de 1990. No final da década de 1990, Daszak mudou-se para os Estados Unidos e foi filiado ao Instituto de Ecologia da Universidade da Geórgia e ao Centro Nacional de Doenças Infecciosas, Centros de Controle e Prevenção de Doenças, em Atlanta, Geórgia. Mais tarde, ele se tornou diretor-executivo de um Think tank colaborativo na cidade de Nova York, o Consortium for Conservation Medicine. Ele ocupou cargos adjuntos em duas universidades no Reino Unido e em três universidades nos Estados Unidos, incluindo a Escola Mailman de Saúde Pública da Universidade Columbia.
Ele foi um dos primeiros a adotar a medicina da conservação. O simpósio da Society for Conservation Biology, em 2000, focalizou o "problema complexo das doenças emergentes". Ele disse em 2001 que não havia "quase nenhum exemplo de doenças emergentes da vida selvagem não causadas por mudanças ambientais humanas... [e] poucas doenças humanas emergentes não incluem algum animal doméstico ou componente da vida selvagem." Sua pesquisa se concentrou na investigação e previsão dos impactos de novas doenças na vida selvagem, gado e populações humanas, e ele esteve envolvido em estudos de pesquisa sobre epidemias como a infecção pelo vírus Nipah, o vírus Hendra, SARS-1, gripe aviária, e o vírus do Nilo Ocidental.
A partir de 2014, Daszak liderou um projeto de seis anos do National Institutes of Health que se concentrou no surgimento de novos coronavírus zoonóticos (CoV) com origem em morcegos. Entre os objetivos do projeto estavam caracterizar a diversidade e distribuição de SARSr-CoVs em morcegos, vírus com risco significativo de transbordamento no sul da China, com base em dados de sequências de proteína spike, tecnologia de clones infecciosos, experimentos de infecção (ambos in vitro e in vivo), bem como a análise da ligação ao receptor. Os seis projetos de 1 ano receberam US$ 3,75 milhões em financiamento do Instituto Nacional de Alergia e Doenças Infecciosas (NIAID), parte da agência dos Institutos Nacionais de Saúde dos Estados Unidos.
Daszak atuou em comitês da União Internacional para a Conservação da Natureza, Organização Mundial da Saúde (OMS), Academia Nacional de Ciências e Departamento do Interior dos Estados Unidos. Ele é membro da Academia Nacional de Medicina e Presidente do Fórum sobre Ameaças Microbianas das Academias Nacionais de Ciências, Engenharia e Medicina (NASEM) e faz parte do conselho supervisor do One Health Commission Council of Advisors.

### Pandemia de COVID-19
Após o surto da pandemia COVID-19, Daszak observou no New York Times que ele e outros ecologistas de doenças haviam alertado a OMS em 2018 que a próxima pandemia "seria causada por um novo patógeno desconhecido que ainda não havia entrado na população humana", provavelmente em uma região com interação humana-animal significativa. O grupo havia chamado esse patógeno hipotético de "Doença X"; foi incluído em uma lista de oito doenças que eles recomendaram que deveriam receber a mais alta prioridade no que diz respeito aos esforços de pesquisa e desenvolvimento, tais como encontrar melhores métodos de diagnóstico e desenvolver vacinas. Ele disse: "Enquanto o mundo está hoje à beira do precipício pandêmico, vale a pena parar um momento para considerar se Covid-19 é a doença sobre a qual nosso grupo estava alertando."
Em 2020, Daszak foi nomeado pela Organização Mundial da Saúde como o único representante baseado nos EUA em uma equipe enviada para investigar as origens da pandemia COVID-19. Daszak já havia colaborado por muitos anos com Shi Zhengli, o diretor do Instituto de Virologia de Wuhan, e outros virologistas em todo o mundo.
Antes da pandemia, a EcoHealth Alliance era a única organização com sede nos Estados Unidos que pesquisava a evolução e a transmissão do coronavírus na China. O financiamento do projeto foi "encerrado abruptamente" pelo National Institutes of Health, em um movimento que foi amplamente divulgado por ser politicamente motivado. Um artigo de 8 de maio de 2020 na revista Science afirmou que a decisão incomum de 24 de abril de cortar o financiamento da EcoHealth ocorreu logo após "o presidente Donald Trump alegar – sem fornecer evidências – que o vírus pandêmico escapou de um laboratório chinês apoiado pela concessão do NIH e prometeu encerrar o financiamento."
A medida foi duramente criticada, inclusive por um grupo de 77 ganhadores do Nobel, que escreveu ao diretor do NIH, Francis Collins, que "estão gravemente preocupados" com a decisão e chamou o corte de financiamento "contra-intuitivo, dada a necessidade urgente de compreender melhor o vírus que causa COVID-19 e identifica drogas que vão salvar vidas. "
Em 1º de abril de 2020, após o início da pandemia COVID-19 nos Estados Unidos, a USAID concedeu US$ 2,26 milhões ao programa EcoHealth para uma extensão de emergência de seis meses; A UC Davis anunciou que a extensão apoiaria "a detecção de casos de SARS-CoV-2 na África, Ásia e Oriente Médio para informar a resposta de saúde pública", bem como a investigação da "origem ou fontes animais de SARS-CoV-2 usando dados e amostras coletadas nos últimos 10 anos na Ásia e no Sudeste Asiático."

#### Carta noLancet
Daszak foi criticado pela publicação de uma carta no The Lancet em 19 de fevereiro de 2020. A carta, assinada por 27 cientistas, afirmava: "Estamos juntos para condenar veementemente as teorias da conspiração que sugerem que a COVID-19 não tem uma origem natural... e concluímos de forma esmagadora que este coronavírus se originou na vida selvagem", acrescentando: "Teorias da conspiração não fazem nada além de criar medo, rumores e preconceitos que colocam em risco nossa colaboração global na luta contra esse vírus." A carta foi criticada por ser "não científica" e incorporar "ciência de baixa qualidade", "propaganda científica e bandidagem" e por ter um "efeito silenciador" na pesquisa científica e na comunidade científica ao sugerir que os cientistas que "trouxeram a teoria do vazamento do laboratório... estão fazendo o trabalho dos teóricos da conspiração"; De acordo com e-mails obtidos pela FOIA, Daszak havia se comunicado com colegas redigindo e assinando a carta para "ocultar seu papel e criar a impressão de unanimidade científica;"  quando questionado sobre seu papel neste e em outros assuntos potenciais onde Daszak pode ter um conflito de interesses "um porta-voz da EcoHealth Alliance disse em nome da organização e Daszak, 'Não temos comentários.'"
Durante os tempos de grandes surtos de vírus, Daszak foi convidado para falar como um especialista em epidemias envolvendo doenças que atravessam a barreira de espécies entre animais e humanos. Na época do surto de Ebola na África Ocidental em 2014, Daszak disse "Nossa pesquisa mostra que novas abordagens para reduzir as ameaças de pandemia emergentes na origem seriam mais econômicas do que tentar mobilizar uma resposta global após o surgimento de uma doença".
Em outubro de 2019, quando o governo federal encerrou "discretamente" o programa de dez anos chamado PREDICT, operado pela divisão de ameaças emergentes da Agência dos Estados Unidos para o Desenvolvimento Internacional Daszak disse que, em comparação com os US$ 5 bilhões que os EUA gastaram no combate ao Ebola na África Ocidental, PREDICT - que custou US$ 250 milhões - era muito menos caro. Daszak afirmou ainda: "O PREDICT era uma abordagem para evitar pandemias, em vez de ficar sentado esperando que elas surgissem e então se mobilizar."

## Prêmios e honras
Em outubro de 2018, Daszak foi eleito para a Academia Nacional de Medicina.